# Garry Kallos
Garry Kallos (ur. 5 marca 1956 w Budapeszcie) – kanadyjski zapaśnik w stylu klasycznym. Olimpijczyk z Los Angeles 1984, gdzie odpadł w eliminacjach w kategorii 90 kg.
Zdobył złotyy medal w sambo, w kategorii 90 kg, na igrzyskach panamerykańskich w 1983 w Caracas.